# 永中Office
永中Office 是由永中科技公司用JAVA語言开发的一个可以在Windows、Linux等多個不同操作系统上運行的办公软件，与微软公司的Microsoft Office相似，包含了文字、表格和幻灯片的制作处理程序。与其他办公软件套装不同的是，永中Office可以将所有的处理功能整合到一个程序中，而不是分列为不同的处理程序。

## 历史
- 2008年，永中Office 2009在办公软件中率先支持了中华人民共和国推行的UOF标准[2]，其后发布的个人版首次以免费形式提供[3]，以扩大市场占有率，而在此前，永中Office是唯一向个人用户收费的中國办公软件產品。
- 2008年10月13日，永中集成OFFICE 2009免费个人版发布。
- 永中软件于2009年11月27日设立，注册资金2501万元，由永中科技出资1万元，占股0.04%，华软投资出资2500万元，占股99.96%。同年12月22日，永中科技的50项专利39项著作权被无偿授权给永中软件使用。2010年1月7日，华软投资赠送50.96%的股份给永中科技使后者股份占比达51%。
- 2010年，永中科技作为一家曾一心挑战微软在Office领域霸权的公司，在获得中國政府数千万元的科技投入，且产品有望进入“核高基”项目后，却因经营不善以致被债权人逼入破产清算境地。
- 2011年4月14日，法院决定召开无锡永中科技有限公司（以下简称永中科技）债权人会议。
- 2011年5月10日，永中科技被无锡市中级人民法院宣告破产，同时，永中Office产品仍在永中软件的运作下继续销售[4]。
- 2012年3月15日，永中软件发布永中Office2012个人版，新增PDF阅读应用[5]。
- 2012年3月27日，永中软件发布永中Office2012专业版，新增PDF阅读应用[6]。
- 2012年8月30日，永中软件成功引入用友软件、无锡国联厚泽、卓易科技等联合投资者，联合投资额达4000万元[7]。
- 2013年1月7日，永中软件发布永中Office 2013个人版[8]，开放了之前只有专业版才有的宏编辑器和加载项，支持个人用户利用永中Office开放的API进行二次开发。